# Toru Chishima
Toru Chishima (千島 徹 Chishima Toru?), född 11 maj 1981 i Saitama prefektur, är en japansk före detta fotbollsspelare.
Chishima började sin karriär 2000 i Urawa Reds. 2006 flyttade han till Ehime FC. Han avslutade karriären 2009.